# Cảm Thành
Cảm Thành (? – 860) tu tại chùa Kiến Sơ, là tổ đời thứ hai của dòng Vô Ngôn Thông. Người Tiên Du, họ Thị. Ban đầu Sư xuất gia, tên đạo là Lập Đức, ở tại núi Tiên Du; của quận mình. Sư lấy việc đọc kinh làm sự nghiệp.

## Cơ duyên và hành trạng
Có hương hào họ Nguyễn mến Sư đức hạnh cao cả, muốn đổi nhà làm chùa mời Sư tới ở, bèn đến lấy tình mời Sư, Sư chẳng chịu nhận. Ban đêm mộng thấy thần nhân mách: "Nếu theo ý của Nguyễn, thì chẳng mấy năm sẽ được điều lành lớn", bèn đáp lại lời mời. Nay là chùa Kiến Sơ ở Phù Đổng.
Chẳng bao lâu thì Thiền sư Vô Ngôn Thông đến. Sư biết Thông là người phi thường, sớm hôm phục dịch, chưa từng biếng nhác. Thông cảm động trước lòng thành của Sư, bèn đặt tên là Cảm Thành.
Một lần có vị Tăng đến hỏi: "Thế nào là Phật?". Sư đáp: "Khắp hết mọi nơi."
Lại hỏi: "Thế nào là tâm Phật?". Sư đáp: "Chẳng từng che giấu."
Lại thưa: "Người học không hiểu". Sư bảo: "Đi quá xa rồi".
Về sau, Sư không bệnh mà mất. Bấy giờ là năm Canh Thìn Đường Hàm Thông thứ nhất (năm 860).